# Ceroptera ndelelensis
Ceroptera ndelelensis är en tvåvingeart som beskrevs av Vanschytbroeck 1959. Ceroptera ndelelensis ingår i släktet Ceroptera och familjen hoppflugor.
Artens utbredningsområde är Kongo. Inga underarter finns listade i Catalogue of Life.